# Limnonectes micrixalus
Limnonectes micrixalus es una especie de anfibio anuro del género Limnonectes de la familia Dicroglossidae.

## Distribución geográfica
Es originaria de Filipinas.